# Happy Jack (chanson)
Pour les articles homonymes, voir Happy Jack.
Singles de The Who
La-La-La Lies
(1966) Pictures of Lily
(1967)
Happy Jack est une chanson du groupe The Who, composée et écrite par Peter Townshend et éditée en single en 1966 avec en face B  I've Been Away en Angleterre et Whiskey Man aux États-Unis, deux chansons de John Entwistle sur A Quick One. Le titre a atteint la troisième place des ventes en Angleterre.
Le titre a été inclus dans l'édition américaine de l'album A Quick One à la place de Heat Wave en mai 1967. C'est d'ailleurs ce titre qui donnera le nom à la version américaine de cet album nommé donc Happy Jack (A Quick One ayant une allusion trop sexuelle pour le marché américain). On retrouve le titre dans de nombreuses compilations, certains enregistrements live et une version acoustique est présente dans les bonus de l'album A Quick One, réédité en 1995. La chanson ne fut plus beaucoup joué en live après 1970.

## Composition et production
Selon Pete Townshend, guitariste et auteur, Happy Jack était un homme que Pete et d'autres enfants s'amusaient à chahuter lors de vacances sur l'Île de Man. Jack prenait pourtant tout avec le sourire. 
À la fin de la pièce, l'on peut entendre distinctement le guitariste crier : "I saw ya !" (« Je t'ai vu ! ») au batteur Keith Moon. Ce dernier, à qui le producteur Kit Lambert avait interdit de chanter les chœurs (sa voix étant peu harmonieuse), faisait là une brève incursion dans le studio d'enregistrement.
En 1966, les Who tourneront un petit clip en vue d'une série télévisée qui ne sera jamais réalisée où serait utilisée la chanson Happy Jack. Néanmoins, le petit clip, qui présente les quatre musiciens déguisés en voleurs et en train de cambrioler un coffre contenant un gâteau, n'a rien à voir avec les paroles de la chanson. Ce clip ne sera jamais diffusé à la télé et n'apparaîtra qu'en 1979 dans le film documentaire The Kids Are Alright.

## Personnel
- Roger Daltrey : Chant, chœurs
- Peter Townshend : Guitare, chœurs
- John Entwhistle : Basse, chœurs
- Keith Moon : Batterie, chœurs